# Клегг, Робин
Робин Клегг (англ. Robin Clegg; род. 11 августа 1977, Эдмонтон) — бывший канадский биатлонист. 
Начал заниматься биатлоном в 1995 году. В Кубке мира дебютировал в 1999 году. Лучшее место на конец сезона 2008/09 — 8-е (индивидуальная гонка, Поклюка, 2007/08).
Завершил карьеру в 2010 году. В 2014 году включён в зал спортивной славы Северо-Западных территорий.

## Кубок мира
- 2001—2002 — 88-е место (3 очка)
- 2003—2004 — 52-е место (42 очка)
- 2004—2005 — 74-е место (18 очков)
- 2006—2007 — 82-е место (4 очка)
- 2007—2008 — 65-е место (30 очков)
- 2008—2009 — 79-е место (32 очка)
- 2009—2010 — 93-е место (18 очков)